# Cârligi (okręg Bacău)
Cârligi – wieś w Rumunii, w okręgu Bacău, w gminie Filipești. W 2011 roku liczyła 1085 mieszkańców.